# Епархия Парамарибо
Епархия Парамарибо (лат. Dioecesis Paramariboënsis) — епархия Римско-Католической церкви с центром в городе Парамарибо, Суринам. Епархия Парамарибо входит в митрополию Порт-оф-Спейна и распространяет свою юрисдикцию на весь Суринам. Кафедральным собором епархии Парамарибо является церковь святых Петра и Павла.

## История
22 ноября 1817 года Святой Престол учредил апостольскую префектуру Гайаны, выделив её из миссии sui iuris Батавии (сегодня — Архиепархия Утрехта). 12 сентября 1842 года апостольская префектура Гайаны была преобразована в апостольский викариат.
29 июля 1968 года Римский папа Пий XII выпустил буллу «Cum apostolicus vicariatus», которой преобразовал апостольский викариат Гайаны в епархию Парамарибо с прямым подчинением Святому Престолу.
29 июля 1968 года Римский папа Павел VI издал буллу «Si quis mente», которой включил епархию Парамарибо в митрополию Порт-оф-Спейна.

## Ординарии епархии
Апостольские префекты Нидерландской Гвианы:
- священник Мартинус ван дер Вейден (февраль 1826 — 14 октября 1826);
- священник Якобус Грофф (1827 — 20 сентября 1842).

Апостольские викарии Нидерландской Гвианы:
- титулярный епископ Якобус Грофф (1 декабря 1846 — 19 апреля 1852);
- титулярный епископ Якобус Герардус Схеперс, C.Ss.R.[1] (7 сентября 1852 — 27 ноября 1863);
- титулярный епископ Йоханнес Баптиста Свинкелс, C.Ss.R. (12 сентября 1865 — 11 сентября 1875);
- титулярный епископ Йоханнес Хенрикус Схап C.Ss.R. (10 сентября 1880 — 19 марта 1889);
- титулярный епископ Вилхелмус Антониус Фердинандус Вулфинг, C.Ss.R. (30 июля 1889 — 5 апреля 1906);
- титулярный епископ Якобус Корнелиус Меувиссен C.Ss.R. (7 января 1907 — 18 декабря 1911);
- титулярный епископ Теодорус Антониус Леонардус Мария фон Росмален C.Ss.R. (23 августа 1911 — 23 июня 1943);
- титулярный епископ Стефанус Йозеф Мария Магдалена Кёйперс, C.Ss.R. (8 февраля 1946 — 7 мая 1958).

Епископы Парамарибо:
- епископ Стефанус Йозеф Мария Магдалена Кёйперс, C.Ss.R. (7 мая 1958 — 30 августа 1971);
- епископ Алоизиус Фердинандус Зихем, C.Ss.R. (30 августа 1971 — 9 августа 2003);
- епископ Вилхелмус Адрианус Йозефус Мария де Беккер (12 ноября 2004 — 31 мая 2014);
- епископ Карел Маринус Хуни (11 ноября 2015 — по настоящее время).

## Источник
- Annuario Pontificio, Libreria Editrice Vaticana, Città del Vaticano, 2003, ISBN 88-209-7422-3
- Булла Cum apostolicus vicariatus, AAS 51 (1959), стр. 21  (лат.)
- Булла Si quis mente  (лат.)